# Таємнича гра
«Таємнича гра» (яп. ふしぎ遊戯, Fushigi Yûgi/Фушіґі Юґі) — японська серія манґи, сценарій та малюнок якої виконала Ю Ватасе. Історія розповідає про двох дівчат, Міаку та Юі, яких затягує «Всесвіт чотирьох богів», містична книга з національної бібліотеки. В основі сюжету лежать чотири міфологічні істоти Китаю.
Видавництво Shogakukan випускало «Таємнича гра» в Shōjo Comic з грудня 1991 по травень 1996 року, а згодом упорядкувало манґу у вісімнадцять томів у вигляді танкобонів. Починаючи з 25 жовтня 2003 року почала випускатися манга «Таємнича гра: Ґенбу Кайден», що є передісторією оригінальної, яка закінчилася 2014 року.
Аніме-адаптація манги була випущена 1995 року студією Studio Pierrot. Прем'єрний показ на каналі TV Tokyo тривав з 6 квітня 1995 по 28 березня 1996 року. Серіал містить 52 серії по 25 хвилин кожна. У період з 1996 року по 2001 також було випущено додатково 4 OVA-серії. В Україні серіал транслювався в 2008 році на телеканалі Тоніс.

## Сюжет
Відвідуючи Національну бібліотеку, учениці молодших класів Міака Юкі та Юі Хонґо переносяться у світ таємничої книги, дія якої відбувається у стародавньому Китаї, «Всесвіт чотирьох богів». Міака несподівано виявляється жрицею Судзаку і повинна знайти всіх своїх небесних воїнів, щоб викликати Судзаку для виконання трьох бажань.

## Персонажі
- Міака Юкі (яп. 夕城 美朱)
- Юі Хонґо (яп. 本郷 唯)
- Тамахоме (яп. 鬼宿)

## Список томів
| Том               | Розділи | Дата видання в Японії |
| ----------------- | ------- | --------------------- |
| Том 1. Жриця      | 001-006 | 26 травня 1992        |
| Том 2. Оракул     | 007-012 | 21 серпня 1992        |
| Том 3. Учениця    | 013-018 | 26 листопада 1992     |
| Том 4. Розбишака  | 019-024 | 26 січня 1993         |
| Том 5. Суперник   | 025-030 | 26 квітня 1993        |
| Том 6. Викликачка | 031-036 | 26 липня 1993         |
| Том 7. Викрадена  | 037-040 | 26 жовтня 1993        |
| Том 8. Подруга    | 043-048 | 26 січня 1994         |
| Том 9. Коханка    | 049-054 | 26 травня 1994        |
| Том 10. Ворог     | 055-059 | 26 липня 1994         |
| Том 11. Ветеран   | 060-065 | 26 жовтня 1994        |
| Том 12. Дівчина   | 066-071 | 26 січня 1995         |
| Том 13. Богиня    | 072-077 | 26 квітня 1995        |
| Том 14. Пророк    | 078-082 | 26 липня 1995         |
| Том 15. Вартова   | 083-088 | 26 жовтня 1995        |
| Том 16. Вбивця    | 089-094 | 26 січня 1996         |
| Том 17. Демон     | 095-100 | 25 квітня 1996        |
| Том 18. Наречена  | 101-105 | 26 липня 1996         |